# Leiella catharinensis
Leiella catharinensis är en tvåvingeart som beskrevs av Lane 1954. Leiella catharinensis ingår i släktet Leiella och familjen svampmyggor. Inga underarter finns listade i Catalogue of Life.